# Melanophidium
Melanophidium es un género de serpientes de la familia Uropeltidae. Sus especies se distribuyen por el sur de la India.

## Especies
Se reconocen las 3 especies siguientes:
- Melanophidium bilineatum Beddome, 1870
- Melanophidium punctatum Beddome, 1871
- Melanophidium wynaudense (Beddome, 1863)